# Ґжепниця
Ґжепниця (пол. Grzepnica) — село в Польщі, у гміні Добра Полицького повіту Західнопоморського воєводства.
Населення — 309 осіб (2011).

## Демографія
Демографічна структура станом на 31 березня 2011 року:
|          | Загалом | Допрацездатний вік | Працездатний вік | Постпрацездатний вік |
| -------- | ------- | ------------------ | ---------------- | -------------------- |
| Чоловіки | 153     | 44                 | 101              | 8                    |
| Жінки    | 156     | 42                 | 98               | 16                   |
| Разом    | 309     | 86                 | 199              | 24                   |